# サイモン・マガクウェ
サイモン・マガクウェ（Simon Petrus Magakwe、1986年5月14日 ‐ ）は、南アフリカ・イツォセング出身で短距離走を専門にしている陸上競技選手。100mの自己ベストは元南アフリカ記録の9秒98で、南アフリカ人として初めて10秒の壁を突破した選手である。

## 経歴
2009年8月のベルリン世界選手権で世界大会デビューを果たすと、男子100mで2次予選まで進出したが、10秒71（+0.4）の組6着で敗退した。
2010年7月-8月にナイロビで開催されたアフリカ選手権に出場すると、男子100mで10秒14（+1.9）、男子200mで20秒56（+1.3）をマークし、両種目で銅メダルを獲得。2走を務めた男子4×100mリレーでは39秒12をマークしての金メダル獲得に貢献した。
2011年8月-9月の大邱世界選手権では前大会と同様に男子100mだけの出場となり、10秒53（-0.7）の組4着で予選敗退に終わった。
2012年4月27日にヨハネスブルグで開催された南アフリカ学生選手権男子100m予選で10秒06（+1.8）の南アフリカタイ記録（当時）を樹立し、Johan Rossouwの記録（1988年樹立）に並んだ。
2012年6-7月にポルトノボで開催されたアフリカ選手権に出場すると、男子100m決勝で10秒29（-0.9）をマークし、2011年アフリカ競技大会男子100mの金メダリストであるアムル・サウード（10秒34）らを破り、個人種目では自身初となるアフリカチャンピオンに輝いた。2走を務めた男子4×100mリレーでも39秒26をマークしての金メダル獲得に貢献し、前回大会に続いて連覇を達成した。男子200mでは前回大会に続いて決勝に進出するも、20秒87（-1.4）の4位に終わりメダルを逃した。
2013年8月のモスクワ世界選手権は怪我のため出場を逃した。
2014年4月12日にプレトリアで開催された南アフリカ選手権男子100m決勝で9秒98（+1.4）の南アフリカ記録（当時）を樹立し、高地記録ながら南アフリカ人として初めて10秒の壁を突破した。
2014年12月22日のドーピング検査で尿サンプルの提出を拒否したため、2015年1月29日から2017年1月28日まで2年間の資格停止処分が下された。
2017年4月の南アフリカ選手権男子100mでは決勝に進出するも、スタートから20m程で負傷し途中棄権に終わった。

## 自己ベスト
記録欄の（　）内の数字は風速（m/s）で、+は追い風を意味する。
| 種目 | 記録           | 年月日        | 場所               | 備考                      |
| ---- | -------------- | ------------- | ------------------ | ------------------------- |
| 100m | 9秒98A (+1.4)  | 2014年4月12日 | プレトリア         | 元南アフリカ記録 高地記録 |
| 200m | 20秒23A (+1.5) | 2010年4月17日 | ポチェフストルーム | 高地記録                  |

## 主要大会成績
備考欄の記録は当時のもの
| 年   | 大会                      | 場所       | 種目    | 結果    | 記録          | 備考                 |
| ---- | ------------------------- | ---------- | ------- | ------- | ------------- | -------------------- |
| 2009 | 世界選手権                | ベルリン   | 100m    | 2次予選 | 10秒71 (+0.4) |                      |
| 2010 | アフリカ選手権 (en)       | ナイロビ   | 100m    | 3位     | 10秒14 (+1.9) |                      |
| 2010 | アフリカ選手権 (en)       | ナイロビ   | 200m    | 3位     | 20秒56 (+1.3) |                      |
| 2010 | アフリカ選手権 (en)       | ナイロビ   | 4x100mR | 優勝    | 39秒12 (2走)  |                      |
| 2010 | コンチネンタルカップ (en) | スプリト   | 4x100mR | 3位     | 39秒82 (2走)  | アフリカ大陸代表     |
| 2011 | ユニバーシアード (en)     | 深圳       | 100m    | 7位     | 10秒49 (-0.2) |                      |
| 2011 | ユニバーシアード (en)     | 深圳       | 4x100mR | 優勝    | 39秒25 (2走)  |                      |
| 2011 | 世界選手権                | 大邱       | 100m    | 予選    | 10秒53 (-0.7) |                      |
| 2012 | アフリカ選手権 (en)       | ポルトノボ | 100m    | 優勝    | 10秒29 (-0.9) | 南アフリカ男子初優勝 |
| 2012 | アフリカ選手権 (en)       | ポルトノボ | 200m    | 4位     | 20秒87 (-0.4) |                      |
| 2012 | アフリカ選手権 (en)       | ポルトノボ | 4x100mR | 優勝    | 39秒26 (2走)  |                      |
| 2014 | 英連邦競技大会 (en)       | グラスゴー | 100m    | 準決勝  | 10秒33 (0.0)  |                      |
| 2014 | 英連邦競技大会 (en)       | グラスゴー | 4x100mR | 4位     | 38秒35 (2走)  | 南アフリカ記録       |
| 2014 | アフリカ選手権 (en)       | マラケシュ | 100m    | 4位     | 10秒19 (+0.4) |                      |
| 2014 | アフリカ選手権 (en)       | マラケシュ | 200m    | 準決勝  | 20秒87 (-0.5) |                      |
| 2014 | アフリカ選手権 (en)       | マラケシュ | 4x100mR | 予選    | DQ (2走)      |                      |